# Topliga 2016
La Topliga 2016 è stata l'11ª edizione del campionato di football americano di primo livello, organizzato dalla PZFA.

## Squadre partecipanti
| Club                 | Città     | Stadio                     | Sponsor ufficiale | Risultato nella stagione 2015 |
| -------------------- | --------- | -------------------------- | ----------------- | ----------------------------- |
| Husaria Szczecin     | Stettino  | MOSRiR                     |                   |                               |
| Kozły Poznań         | Poznań    |                            |                   |                               |
| Lowlanders Białystok | Białystok |                            |                   |                               |
| Panthers Wrocław     | Breslavia |                            |                   |                               |
| Seahawks Gdynia      | Gdynia    | Stadio Nazionale del Rugby |                   |                               |
| Warsaw Eagles        | Varsavia  |                            |                   |                               |
| Warsaw Sharks        | Varsavia  |                            |                   |                               |

## Stagione regolare

### Calendario

#### Prima fase

##### 1ª giornata
| Arbitro: | Walentynowicz |

|  |           | |
|  | Marcatori | Dziedzic Q1 (TD) 39yd pass from White Pańczyszyn Q1 (pat) Pańczyszyn Q2 (FG) 26yd Stevens Q2 (TD) 35yd run Pańczyszyn Q2 (pat) Dziedzic Q2 (TD) 1yd pass from White Pańczyszyn Q2 (pat) White Q3 (TD) 43yd run Pańczyszyn Q3 (pat) Stevens Q3 (TD) 3yd run Pańczyszyn Q3 (pat) Stevens Q4 (TD) 78yd run Szefler Q4 (TD) 100yd punt return Pańczyszyn Q4 (pat) |

| Arbitro: | Jurzyk |

| |           | |
| Mazan Q2 (TD) 27yd pass from Owens Portalski Q2 (pat) Portalski Q2 (TD) 31yd pass from Owens Portalski Q2 (pat) Quezada Q3 (TD) 24yd run Mazan Q3 (TD) 37yd pass from Owens Fabich Q2 (pat) Quezada Q4 (TD) 6yd run Quezada Q4 (TD) 6yd run Fabich Q4 (pat) | Marcatori | Głowacki Q1 (TD) 70yd pass from Harris Zalewski Q1 (pat) Long Q3 (TD) 60yd pass from Harris Zalewski Q3 (pat) Harris Q3 (TD) 14yd run Zalewski Q3 (pat) Zubrycki Q4 (TD) 11yd pass from Harris Zalewski Q4 (pat) |

| Arbitro: | Ratajczak |

| |           |                         |
| Bryant Q1 (TD) 7yd run Ronczka Q1 (pat) Pawlaczyk Q1 (TD) 1yd run Ronczka Q1 (pat) Bednarczuk Q2 (TD) 16yd pass from Bryant Ronczka Q2 (pat) Szczęk Q2 (TD) 12yd fumble return Ronczka Q2 (pat) Bryant Q4 (TD) 45yd run Ronczka Q4 (pat) Bryant Q4 (TD) 11yd run Pawlaczyk Q4 (TD) 1yd run | Marcatori | Dangote Q2 (TD) 3yd run |

##### 2ª giornata
| Arbitro: | Radziński |

| |           |                           |
| Adamus Q1 (FG) 33yd Foster Q2 (TD) 35yd pass from Rauch Adamus Q2 (pat) Knop Q3 (TD) 22yd pass from Rauch Adamus Q3 (pat) Williams Q3 (TD) 24yd run Adamus Q3 (pat) | Marcatori | Pawlaczyk Q3 (TD) 2yd run |

| Arbitro: | Leoniak |

|                                                                     |           |                                                                                           |
| Stevens Q1 (TD) 1yd run Pańczyszyn Q1 (pat) Pańczyszyn Q3 (FG) 27yd | Marcatori | Portalski Q3 (FG) 27yd Quezada Q4 (TD) 13yd run Portalski Q4 (pat) Portalski Q4 (FG) 24yd |

| Arbitro: | Ratajczak |

| |           |                                                                        |
| Zubrycki Q2 (TD) 30yd pass from Harris Zalewski Q2 (pat) Kołpak Q2 (TD) 12yd pass from Harris Long Q2 (TD) 35yd pass from Harris Zalewski Q2 (pat) Harris Q3 (TD) 12yd run Zalewski Q3 (pat) | Marcatori | Kłoskowski Q1 (TD) 40yd pass from Żak Ochnio Q3 (TD) 6yd pass from Żak |

##### 3ª giornata
| Arbitro: | Leoniak |

| |           |                       |
| Smith Q1 (TD) 40yd pass from Watson Q1 (tpc) Whyte Q1 (TD) 3yd run Watson Q2 (TD) 34yd run Watson Q2 (TD) 11yd run Whyte Q2 (tpc) Kłoskowski Q2 (TD) 7yd pass from Watson Whyte Q3 (TD) 54yd run McCrea Q3 (TD) 6yd interception return Watson Q3 (tpc) Grudzień Q4 (TD) 49yd pass from Żak | Marcatori | Rauch Q4 (TD) 1yd run |

| Arbitro: | Wiśnicki |

|  |           | |
|  | Marcatori | Long Q1 (TD) 1yd pass from Harris Zalewski Q1 (pat) Czaplejewicz Q1 (TD) 10yd run Zalewski Q1 (pat) Matowicki Q2 (TD) 2yd fumble return Zalewski Q2 (pat) Kołpak Q2 (TD) 4yd run Zalewski Q2 (pat) Trubaj Q3 (TD) 5yd pass from Harris Zalewski Q3 (pat) |

| Arbitri: | A. Zarganis J. Pruszkowski Leoniak M. Brueck M. Zoladek Jurzyk |

|                                |           | |
| Bryant 5':34" Q2 (TD) 76yd run | Marcatori | Stevens 8':33" Q1 (TD) 19yd pass from B. Dziedzic Pańczyszyn Q1 (pat) T. Dziedzic 2':21" Q1 (TD) 20yd pass from B. Dziedzic Pańczyszyn Q1 (pat) Matkowski 11':26" Q2 (TD) 32yd pass from B. Dziedzic Pańczyszyn Q2 (pat) T. Dziedzic 2':24" Q2 (TD) 16yd pass from B. Dziedzic Pańczyszyn Q2 (pat) Stevens 8':26" Q3 (TD) 3yd run Pańczyszyn Q3 (pat) Kamiński 7':46" Q3 (TD) 23yd punt return Pańczyszyn Q3 (pat) Zięba 6':44" Q3 (TD) 35yd pass from B. Dziedzic Pańczyszyn Q3 (pat) Battle 0':00" Q3 (TD) 70yd punt return Pańczyszyn Q3 (pat) Szefler 5':08" Q4 (TD) 32yd run Pańczyszyn Q4 (pat) |

##### 4ª giornata
| Arbitri: | Ratajczak J. Pruszkowski K. Karas J. Mucha M. Zoladek |

| |           |                                                               |
| Henicz 7':09" Q1 (TD) 18yd pass from Owens Portalski Q1 (pat) Bijan 3':30" Q1 (TD) 3yd pass from Owens Quezada 10':46" Q2 (TD) 2yd run Portalski Q2 (pat) Quezada 7':07" Q3 (TD) 4yd run Portalski Q3 (pat) Fabich 5':40" Q3 (TD) 24yd pass from Owens Mazan 3':20" Q3 (TD) 2yd pass from Owens Mazan 7':20" Q4 (TD) 42yd pass from Owens | Marcatori | Williams 11':40" Q4 (TD) 13yd pass from Rauch Adamus Q4 (pat) |

##### 5ª giornata
| Arbitri: | Radziński J. Pruszkowski Leoniak I. Pietrzyk J. Mucha Ratajczak |

|  |           | |
|  | Marcatori | Kłoskowski 9':21" Q1 (TD) 30yd pass from Watson Pamulak Q1 (pat) Kłoskowski 5':46" Q1 (TD) 1yd pass from Watson Pamulak Q1 (pat) Melaniuk 2':40" Q1 (saf) Smith 2':25" Q1 (TD) 80yd kickoff return Pamulak Q1 (pat) McCrea 0':00" Q1 (TD) 37yd punt return Pamulak Q1 (pat) Pamulak 8':21" Q2 (TD) 50yd pass from Żak 10':30" Q4 (TD) 3yd run Malesa 1':15" Q4 (TD) 2yd run |

##### 6ª giornata
| Varsavia 7 maggio 2016, ore 12:00 | Warsaw Eagles | 2 – 44 referto | Panthers Wrocław |  |

| Varsavia 7 maggio 2016, ore 19:00 | Warsaw Sharks | 0 – 35 referto | Seahawks Gdynia |  |

| Arbitri: | Wiśnicki P. Zak J. Pruszkowski F. Grabarek W. Augusiewicz K. Karas |

| |           |                                 |
| Brown 11':47" Q2 (TD) 19yd pass from Rauch Adamus Q2 (pat) Bęgowski 7':51" Q2 (TD) 4yd run Adamus Q2 (pat) Williams 1':35" Q2 (TD) 45yd pass from Rauch Adamus Q2 (pat) Adamus 7':30" Q3 (TD) 5yd pass from Rauch Williams Q3 (tpc) | Marcatori | Barczak 11':50" Q4 (TD) 1yd run |

##### 7ª giornata
| Białystok 14 maggio 2016, ore 12:00 | Lowlanders Białystok | 40 – 0 | Husaria Szczecin |  |

| Varsavia 14 maggio 2016, ore 12:30 | Warsaw Eagles | 52 – 14 | Warsaw Sharks |  |

| Poznań 15 maggio 2016, ore 13:00 | Kozły Poznań | 0 – 60 | Seahawks Gdynia |  |

##### 8ª giornata
| Białystok 20 maggio 2016, ore 16:00 | Lowlanders Białystok | 53 – 7 | Warsaw Sharks |  |

| Breslavia 21 maggio 2016, ore 18:00 | Panthers Wrocław | 56 – 0 | Kozły Poznań |  |

| Arbitri: | Leoniak J. Pruszkowski P. Zak J. Mucha K. Karas Jurzyk M. Zoladek |

| |           | |
| Quezada Q1 (TD) 14yd run Portalski Q1 (pat) Quezada Q2 (TD) 3yd run Portalski Q2 (pat) Portalski Q3 (FG) 25yd Fabich Q4 (TD) 15yd pass from Owens Portalski Q4 (pat) Portalski Q4 (TD) 10yd pass from Owens Portalski Q4 (pat) | Marcatori | Watson Q2 (TD) 35yd run McCrea Q3 (TD) 19yd run Żak Q3 (tpc) McCrea Q4 (TD) 89yd run Kłoskowski Q4 (pat) Smith Q4 (TD) 63yd pass from Żak |

##### 9ª giornata
| Breslavia 28 maggio 2016, ore 15:00 | Panthers Wrocław | 61 – 21 | Lowlanders Białystok |  |

#### Classifica prima fase
La classifica della regular season è la seguente:
- PCT = percentuale di vittorie, G = partite giocate, V = partite vinte,  P = partite perse, PF = punti fatti, PS = punti subiti

| Pos. | Squadra              | PCT   | G | V | P | PF  | PS  |
| ---- | -------------------- | ----- | - | - | - | --- | --- |
| 1    | Seahawks Gdynia      | 1.000 | 6 | 6 | 0 | 224 | 72  |
| 2    | Panthers Wrocław     | .833  | 6 | 5 | 1 | 285 | 42  |
| 3    | Lowlanders Białystok | .667  | 6 | 4 | 2 | 204 | 120 |
| 4    | Warsaw Eagles        | .500  | 6 | 3 | 3 | 195 | 122 |
| 5    | Husaria Szczecin     | .333  | 6 | 2 | 4 | 66  | 202 |
| 6    | Warsaw Sharks        | .167  | 6 | 1 | 5 | 80  | 233 |
| 7    | Kozły Poznań         | .000  | 6 | 0 | 6 | 12  | 275 |

#### Seconda fase

##### Turno 1
| Białystok 5 giugno 2016, ore 11:00 | Lowlanders Białystok | 20 – 21 | Seahawks Gdynia |  |

##### Turno 2
| Breslavia 11 giugno 2016, ore 16:00 | Panthers Wrocław | 37 – 14 | Lowlanders Białystok |  |

##### Turno 3
| Arbitri: | Leoniak J. Pruszkowski W. Augusiewicz K. Karas Ratajczak Jurzyk |

|                                                                                   |           | |
| Portalski Q1 (FG) 26yd Fabich Q3 (TD) 19yd pass from Owens Portalski Q4 (FG) 33yd | Marcatori | Stevens Q1 (TD) 1yd run Pańczyszyn Q1 (pat) Pańczyszyn Q2 (FG) 30yd Pańczyszyn Q4 (FG) 21yd Alaeze Q4 (TD) 18yd fumble return Pańczyszyn Q4 (pat) Battle Q4 (TD) 40yd interception return Pańczyszyn Q4 (pat) |

#### Classifica seconda fase
La classifica della regular season è la seguente:
- PCT = percentuale di vittorie, G = partite giocate, V = partite vinte,  P = partite perse, PF = punti fatti, PS = punti subiti
- La qualificazione ai playoff è indicata in verde

| Pos. | Squadra              | PCT   | G | V | P | PF | PS |
| ---- | -------------------- | ----- | - | - | - | -- | -- |
| 1    | Panthers Wrocław     | 1.000 | 2 | 2 | 0 | 64 | 26 |
| 2    | Seahawks Gdynia      | .500  | 2 | 1 | 1 | 33 | 47 |
| 3    | Lowlanders Białystok | .000  | 2 | 0 | 2 | 34 | 58 |

## Playoff

### Tabellone
|  | Primo turno wild card | Primo turno wild card | Primo turno wild card |  |  | Secondo turno wild card | Secondo turno wild card | Secondo turno wild card |    |   | Semifinali           | Semifinali       | Semifinali |  |  | XI Superfinał | XI Superfinał | XI Superfinał |
|  |                       |                       |                       |  |  |                         |                         |                         |    |   |                      |                  |            |  |  |               |               |               |
|  |                       |                       |                       |  |  |                         |                         |                         |    |   |                      |                  |            |  |  |               |               |               |
|  |                       |                       |                       |  |  |                         |                         |                         |    |   |                      |                  |            |  |  |               |               |               |
|  |                       |                       |                       |  |  |                         |                         |                         |    |   |                      |                  |            |  |  |               |               |               |
|  |                       |                       |                       |  |  |                         |                         |                         |    | 1 | Panthers Wrocław     | 28               |            |  |  |               |               |               |
|  | 4                     | Warsaw Eagles         | 36                    |  |  |                         | 4                       | Warsaw Eagles           | 17 |   |                      |                  |            |  |  |               |               |               |
|  | 7                     | Kozły Poznań          | 7                     |  |  | 4                       | Warsaw Eagles           | 42                      |    |   |                      |                  |            |  |  |               |               |               |
|  | 5                     | Husaria Szczecin      | 54                    |  |  | 5                       | Husaria Szczecin        | 0                       |    |   |                      |                  |            |  |  |               |               |               |
|  | 6                     | Warsaw Sharks         | 32                    |  |  |                         |                         |                         |    |   | 1                    | Panthers Wrocław | 56         |  |  |               |               |               |
|  |                       |                       |                       |  |  |                         | 2                       | Seahawks Gdynia         | 13 |   |                      |                  |            |  |  |               |               |               |
|  |                       |                       |                       |  |  |                         |                         |                         |    |   |                      |                  |            |  |  |               |               |               |
|  |                       |                       |                       |  |  |                         |                         |                         |    |   |                      |                  |            |  |  |               |               |               |
|  |                       |                       |                       |  |  |                         |                         |                         |    | 3 | Lowlanders Białystok | 13               |            |  |  |               |               |               |
|  |                       |                       |                       |  |  |                         | 2                       | Seahawks Gdynia         | 14 |   |                      |                  |            |  |  |               |               |               |
|  |                       |                       |                       |  |  |                         |                         |                         |    |   |                      |                  |            |  |  |               |               |               |
|  |                       |                       |                       |  |  |                         |                         |                         |    |   |                      |                  |            |  |  |               |               |               |
|  |                       |                       |                       |  |  |                         |                         |                         |    |   |                      |                  |            |  |  |               |               |               |

### Primo turno wild card
| Arbitro: | Walentynowicz |

| |           | |
| Adamus Q1 (TD) 8yd pass from Rauch Foster Q2 (TD) 50yd pass from Brown Adamus Q2 (pat) Knop Q2 (TD) 13yd pass from Rauch Adamus Q2 (pat) Szczurowski Q2 (TD) 24yd pass from Rauch Adamus Q2 (pat) Dubicki Q3 (TD) 8yd pass from Rauch Williams Q3 (tpc) Brown Q3 (TD) 6yd pass from Rauch Adamus Q3 (pat) Williams Q4 (TD) 30yd pass from Rauch Williams Q4 (TD) 12yd pass from Rauch | Marcatori | Bryant Q1 (TD) 33yd run Omelańczuk Q2 (TD) 20yd pass from Bryant Q2 (tpc) Omelańczuk Q2 (TD) 15yd pass from Bryant Ronczki Q4 (TD) 15yd pass from Bryant Pawlaczyk Q4 (TD) 8yd pass from Bryant |

| Varsavia 4 giugno 2016, ore 13:00 | Warsaw Eagles | 36 – 7 | Kozły Poznań |  |

### Secondo turno wild card
| Varsavia 18 giugno 2016, ore 12:30 | Warsaw Eagles | 42 – 0 | Husaria Szczecin |  |

### Spareggio permanenza
| Varsavia 25 giugno 2016, ore 13:00 | Warsaw Sharks | 22 – 12 | Kozły Poznań |  |

### Semifinali
| Breslavia 2 luglio 2016, ore 16:00 | Panthers Wrocław | 28 – 17 | Warsaw Eagles |  |

| Arbitri: | Leoniak P. Zak Wiśnicki J. Mucha K. Karas Radziński M. Zoladek |

| |           |                                                                                                |
| Owens 5':16" Q3 (TD) 1yd run Portalski Q3 (pat) Mazan 0':11" Q4 (TD) 15yd pass from Owens Portalski Q4 (pat) | Marcatori | Harris 2':47" Q1 (TD) 6yd run Zalewski Q1 (pat) Zubrzycki 0':09" Q2 (TD) 23yd pass from Harris |

### XI Superfinał
| Białystok 16 luglio 2016, ore 19:30 | Panthers Wrocław                                               | 56 – 13 (14-0 21-0 14-6 7-7) referto | Seahawks Gdynia | Stadion Miejski (5200 spett.)\| Arbitri: \| Wahl P. Zak Leoniak Wiśnicki Walentynowicz A.Raczkowski Jurzyk \| |
| Arbitri:                            | Wahl P. Zak Leoniak Wiśnicki Walentynowicz A.Raczkowski Jurzyk |                                      |                 | |

## XI Superfinał
L'XI Superfinał si è disputata il 16 luglio 2016 allo Stadion Miejski di Białystok. L'incontro è stato vinto dai Panthers Wrocław sui Seahawks Gdynia con il risultato di 56 a 13.

## Playout
| Poznań 31 luglio 2016, ore 14:30 | Kozły Poznań | 0 – 49 (0-14 0-7 0-14 0-14) referto | Wrocław Outlaws | Golęcin\| Arbitro: \| Żołądek \| |
| Arbitro:                         | Żołądek      |                                     |                 |                                  |

## Verdetti
- Panthers Wrocław Campioni della Polonia 2016
- Kozły Poznań retrocessi in PLFA I 2017